# 兇殺案
凶殺案（homicide）是指涉及死體的案件。凶殺案亦分為單一凶殺案和眾類凶殺案。單一凶殺案是指在同一凶案現場只有一具屍體。眾類凶殺案是指在同一凶案現場有兩具或以上的屍體。
一個類似的詞「謀殺案」在通常被使用的時候都是不精確的，它暗示這個凶殺案件基於一個會被認定為犯罪行為的凶殺行為。這對於還沒有被判刑確定的嫌疑人來說是一種傷害。

## 殺人罪

### 中華民國刑法
- 一般殺人罪：十年以上有期徒刑、無期徒刑或死刑
- 義憤殺人罪：七年以下有期徒刑
- 強盜殺人罪、海盜殺人罪、強制性交殺人罪、直系血親殺人罪：無期徒刑或死刑
- 一般過失致死：兩年以下有期徒刑
- 業務過失致死：五年以下有期徒刑，得併科罰金
- 協助自殺：六月以上、五年以下有期徒刑

## 非罪殺人

### 中華民國刑法
- 防衛自己或他人：中華民國法院判決上所認定的正當防衛定義，可參考《最高法院判例要旨》中的這一段：「正當防衛，乃對於現時不法之侵害為防衛自己或他人之權利，於不逾越必要程度範圍內所為之反擊行為。又此反擊行為，必加損害於侵害人，始生正當防衛之問題，至正當防衛是否過當，又應視具體之客觀情事，及各當事人之主觀事由定之，不能僅憑侵害人一方受害情狀為斷。」
- 行為非出於故意或過失。如：被脅迫。
- 因精神障礙或其他心智缺陷、致不能辨識其行為違法或欠缺依其辨識而行為之能力者，未滿十四歲者，不罰。
- 依照法令或業務上的正當行為，例如警察在被許可的時機槍殺罪犯。

### 其他地區常見
- 合法（國際法）宣戰之後，殺死敵對國並未投降的士兵
- 危急情況必須殺死一人以保證另一人存活（以避免兩人均死亡）
- 部分地區法律允許安樂死

## 參看
- 香港命案列表
- 美國槍械暴力問題
- 開膛手傑克